# Gosselies
Gosselies (Waals: Gochliye) is een deelgemeente van de Waalse stad Charleroi in de Belgische provincie Henegouwen. Gosselies was een zelfstandige gemeente met de titel van stad, tot die bij de gemeentelijke herindeling van 1977 toegevoegd werd aan de gemeente Charleroi.

## Bezienswaardigheden
- De Sint-Jan-de-Doperkerk (Église Saint-Jean- Baptiste) werd n 1554 in brand gestoken door de troepen van Hendrik II van Frankrijk. Hij werd herbouwd en vooral in de 18e eeuw vond herstel plaats. In 1872 werd de kerk vergroot en ontstond een voornamelijk neogotisch kerkgebouw.
- De toren van het voormalige kasteel, dat de zetel van de heerlijkheid was. Deze toren werd omstreeks 1500 gebouwd.
- De Onze-Lieve-Vrouw-van-Genadekapel (Chapelle Notre-Dame de Grâce) werd gebouwd in de 18e eeuw en in de 19e eeuw vergroot. Tegenwoordig is het een woonhuis.

## Natuur en landschap
Het Domein van Bois-Lombut is een beschermd landschapspark, ontworpen door Édouard Keilig. Het ligt vlak bij het vliegveld. Voor het overige is Gosselies sterk verstedelijkt. De hoogte aan de kerk bedraagt 170 meter.

## Demografische ontwikkeling
- Bronnen:NIS, Opm:1831 tot en met 1970=volkstellingen, 1976= inwoneraantal op 31 december

## Economie
In de plaats was een grote fabriek van Caterpillar. In september 2016 werd bekend dat de vestiging per medio 2017 sluit. De 2200 medewerkers verliezen hun baan, drie jaar na een eerdere herstructurering toen reeds 1400 mensen hun baan verloren. De productie is verplaatst naar Grenoble in Frankrijk en andere fabrieken buiten Europa.
De Waalse regering heeft de site van ongeveer 93 hectare groot gekocht voor één symbolische euro. De regering ging vervolgens op zoek naar een nieuwe bestemming voor de site. In 2018 werd een intentieverklaring getekend met Thunder Power, een constructeur van elektrische wagens uit Taiwan, maar twee jaar later bleek dit een dood spoor. Merlin Entertainments, de uitbater van Madame Tussauds en Legoland, heeft ook interesse in de site.Op 30 augustus werd een intentieverklaring getekend met Merlin Entertainments voor Legoland België dat zou geopend worden in 2027. Ondertussen is Merlin Entertainments echter teruggekomen op die intentieverklaring en komt er dus geen Legoland in Gosselies. 
De Luchthaven van Charleroi is een belangrijke economische factor met bedrijventerreinen in de directe omgeving.

## Geboren
- Anne-Marie Corbisier-Hagon (1947), Belgisch volksvertegenwoordiger
- Jules Henriet (1918-1997), voetballer en voetbalcoach
- Alain Henriet (1973), stripauteur

## Foto's

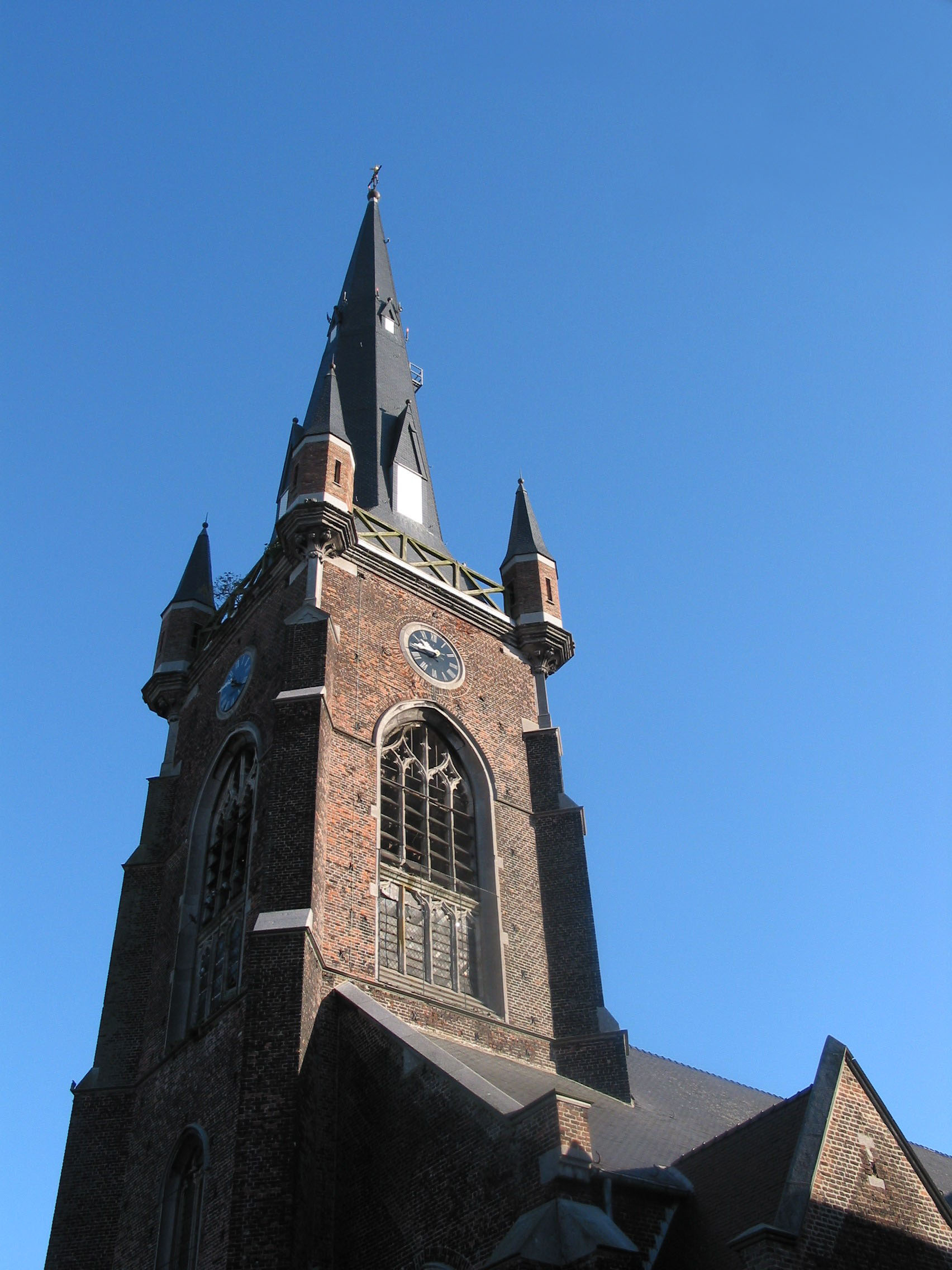
Kerk Saint-Jean-Baptiste
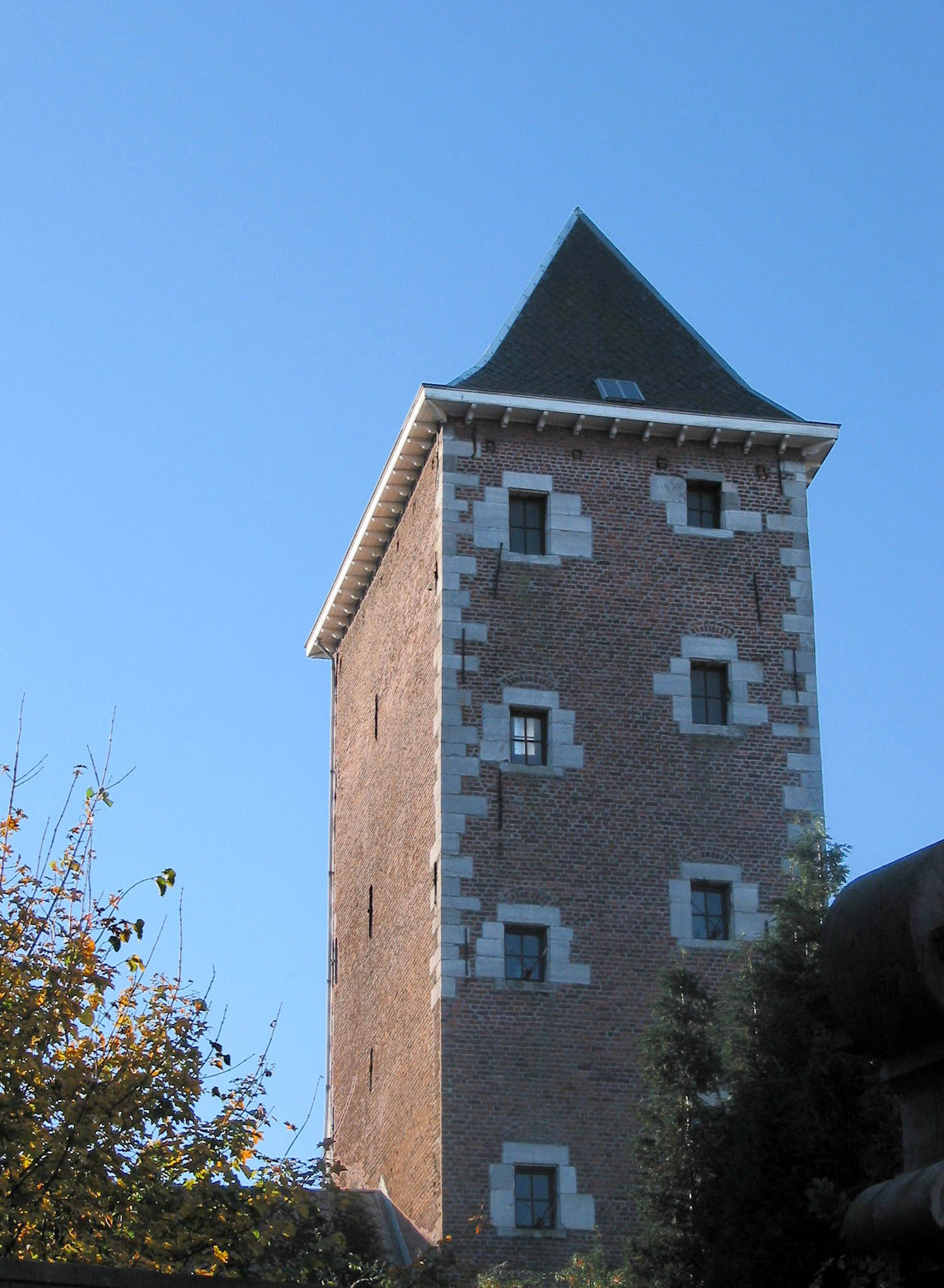
Toren van Gosselies
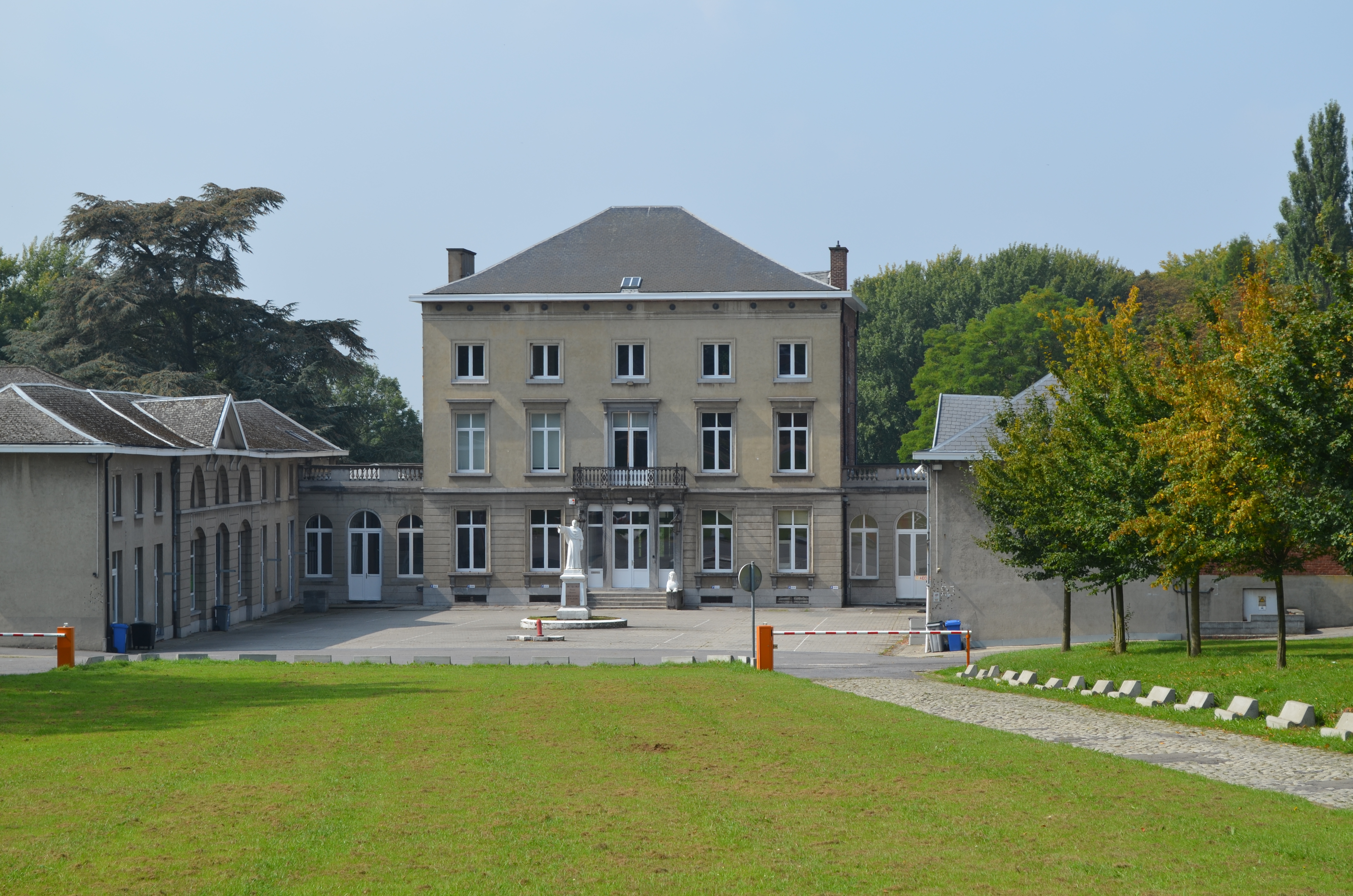
Collège Saint-Michel de Gosselies

## Nabijgelegen kernen
Thiméon, Viesville, Sart-les-Moines, Jumet, Wayaux